# Гура (Монькский повет)
Гура (пол. Góra) — деревня в Монькском повете Подляского воеводства Польши. Входит в состав гмины Крыпно. По данным переписи 2011 года, в деревне проживало 435 человек.

## География
Деревня расположена на северо-востоке Польши, на правом берегу реки Нарев, на расстоянии приблизительно 20 километров к югу от города Моньки, административного центра повета. Абсолютная высота — 109 метров над уровнем моря. К северо-западу от населённого пункта проходит региональная автодорога 671.

## История
По состоянию на 1795 год Гура входила в состав Бельского повета Подляшского воеводства Королевства Польского.
Согласно «Указателю населенным местностям Гродненской губернии, с относящимися к ним необходимыми сведениями», в 1905 году в деревне Гора проживало 637 человек. В административном отношении деревня входила в состав Крипянской волости Белостокского уезда (3-го стана).

В период с 1975 по 1998 годы Гура являлась частью Белостокского воеводства.